# Svétlie Poliani
Svétlie Poliani (en rus: Светлые Поляны) és un poble (un possiólok) de l'óblast de Kurgan, a Rússia, que en el cens del 2010 tenia 697 habitants. Pertany al districte de Ketovo.